# Sloan MacKenzie
Sloan MacKenzie (* 16. Mai 2002 in Halifax) ist eine kanadische Kanutin.

## Karriere
Sloan MacKenzie begann im Alter von neun Jahren mit dem Kanusport und nahm mit elf Jahren an ersten Wettkämpfen teil. 2021 und 2022 startete sie bei den U23-Weltmeisterschaften und gewann dabei im Vierer-Canadier über 500 Meter jeweils eine Medaille. Zunächst sicherte sie sich mit der Mannschaft 2021 die Silbermedaille, ehe den Kanadierinnen 2022 der Titelgewinn gelang. Bei den Weltmeisterschaften 2022 in Dartmouth gewann MacKenzie ihre erste internationale Medaille im Erwachsenenbereich, als sie ebenfalls im Vierer-Canadier auf der 500-Meter-Strecke sogleich Weltmeisterin wurde. Ein Jahr darauf belegte sie in dieser Disziplin bei den Weltmeisterschaften in Duisburg den dritten Platz. Auch im Zweier-Canadier über dieselbe Distanz belegte sie zusammen mit Katie Vincent Rang drei. Gemeinsam mit Vincent gewann sie bei den Panamerikanischen Spielen 2023 in Santiago de Chile im Zweier-Canadier über 500 Meter die Goldmedaille.
Bei den Olympischen Spielen 2024 in Paris nahm MacKenzie zusammen mit Katie Vincent ebenfalls in dieser Konkurrenz teil. Die beiden qualifizierten sich nach einem Sieg in ihrem Vorlauf direkt für das Halbfinale und belegten auch dort in ihrem Lauf den ersten Platz. Im Endlauf überquerten sie nach 1:54,36 Minuten als drittplatziertes Duo die Ziellinie und gewannen damit die Bronzemedaille hinter den siegreichen Chinesinnen Xu Shixiao und Sun Mengya, die den Lauf in 1:52,81 Minuten gewannen, sowie den mit 1:54,30 Minuten zweitplatzierten Ljudmyla Lusan und Anastassija Rybatschok aus der Ukraine.
Sie absolviert ein Bachelorstudium an der Mount Saint Vincent University in Applied Human Nutrition Dietetics.